# Бой у Техумарди
Бой у Те́хумарди — бой на острове Сааремаа, проходивший в ночь с 8-го по 9 октября 1944 года и ставший завершением первого этапа Моонзундской десантной операции.

## Ход боевых действий
В ночном бою у деревни Техумарди столкнулись 2-й батальон 67-го потсдамского гренадерского полка (360 человек) и подразделения 307-го отдельного истребительно-противотанкового дивизиона 249-й Эстонской стрелковой дивизии (всего 670 человек).

## Потери сторон
Общие потери сторон составили около 500 человек, в число которых входили старшие офицеры во главе с командиром 307-го отдельного противотанкового дивизиона майором В. Миллером.

## Увековечение памяти погибших в сражении
В 1967 году в память о погибших советских воинах на месте сражения был открыт мечеобразный монумент защитникам и освободителям Сааремаа, сделанный из бетона и доломита (авторы Р. Кульд, А. Мурдмаа, М. Варик).